# Neptuno frío
Un neptuno frío es un tipo de planeta con una masa que va desde unas diez masas de la Tierra (una supertierra) a menos de la masa de Saturno. Los neptunos fríos deberían ubicarse más allá de la línea de nieve, donde las temperaturas son más frescas y es más fácil para los compuestos del hidrógeno como el agua, amoníaco y metano condensarse en granos de hielo sólido.
Los cuatro únicos neptunos fríos conocidos son Urano y Neptuno en nuestro Sistema Solar y los exoplanetas OGLE-2005-BLG-169Lb  y OGLE-2007-BLG-368Lb Ambos de estos exoplanetas fueron detectados por microlente gravitacionales en órbita alrededor de oscuras estrellas rojo-anaranjadas.